# ميخائيل جاي ماكديرموت
ميخائيل جاي ماكديرموت (بالإنجليزية: Michael J. McDermott)‏ هو دبلوماسي أمريكي، ولد في 1894، وتوفي في 1955.